# Бадински пралес

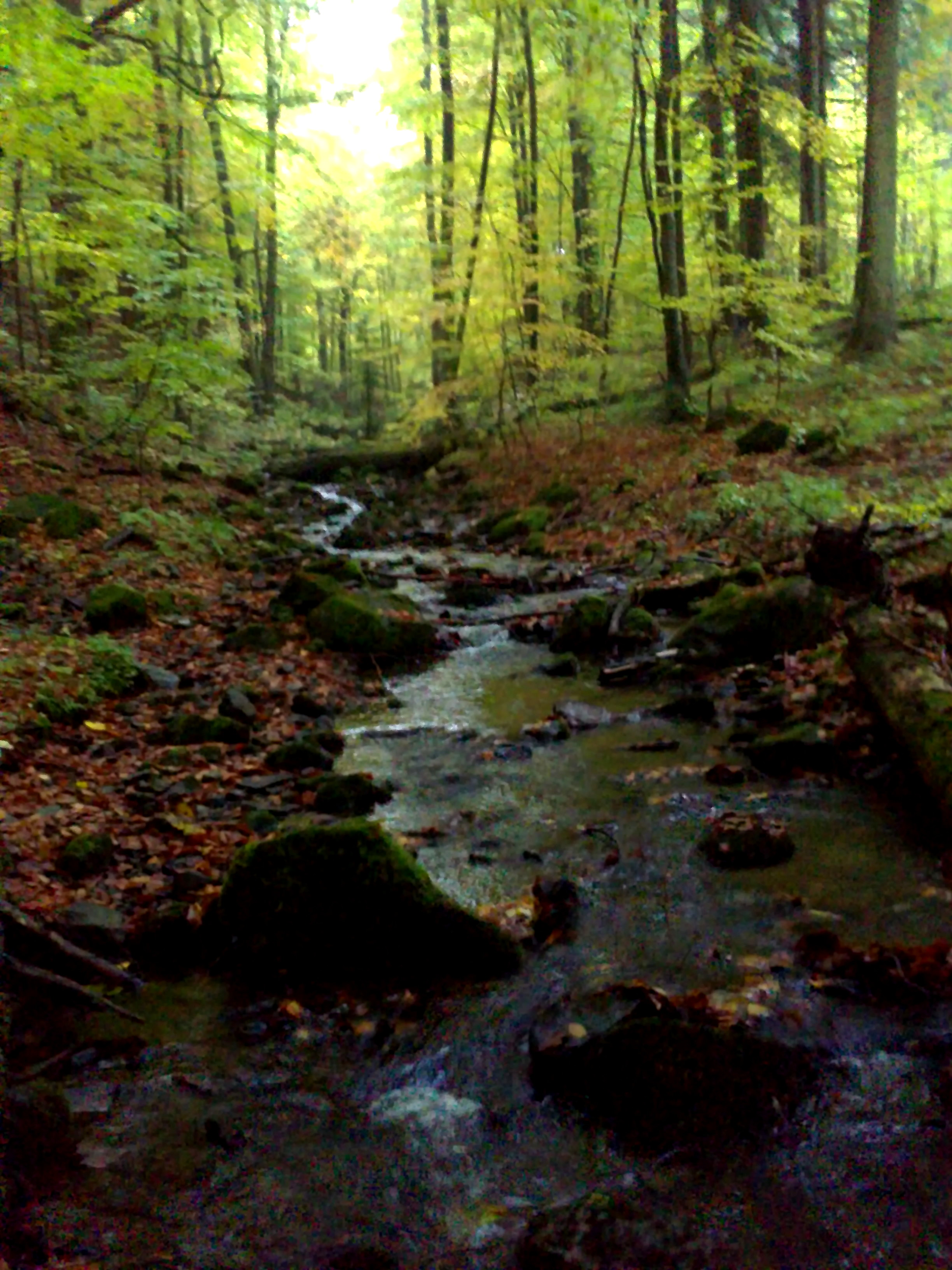
Бадинский поток

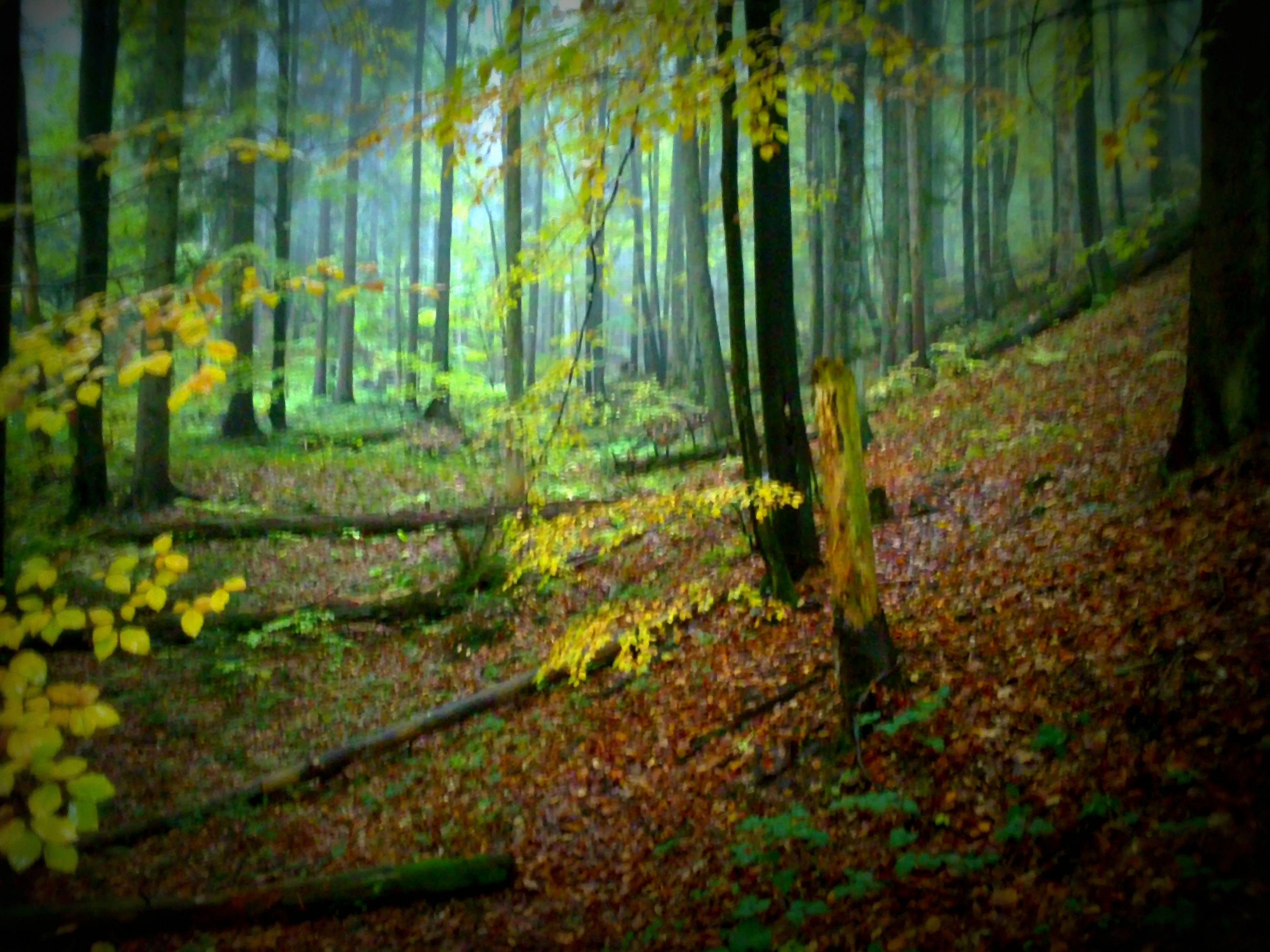
Бадински пралес

Ба́дински пра́лес (словац. Badínsky prales) — природный заповедник Словакии, объект всемирного наследия ЮНЕСКО.
Расположен в центральной Словакии, в районе горного массива Кремницке-Врхи в 5 км к северу-западу от деревни Бадин Банска-Бистрицкого района Банскобистрицкого края.
Тянется вдоль долины Бадинского потока между склонами горных вершин Лорен (1025 м) и Скалица (903 м).
Высота над уровнем моря находится в диапазоне 620—1025 м н. м., площадь — 153,46 га, площадь заповедных лесов — 30,03 га, буферная зона — 123,43 га.
Бадински пралес — старейший природный заповедник Словакии. Создан правительством Австро-Венгрии в 1913 году на площади 20,5 га и входил в список природных памятников Венгрии. После нескольких реорганизаций (1974, 1993 и 2002 гг.) площадь заповедника достигла 30,03 га.
Предметом особой охраны является фрагмент букового девственного леса, хорошо сохранившегося на протяжении длительного периода времени и незатронутого человеческой деятельностью и, таким образом, приближенного к первобытному лесу.
Бадински пралес находится в зоне холодного горного климата, характеризующегося небольшими температурными колебаниями и повышенной влажностью.
Среднегодовая температура составляет от около 5,5° до 6,0°С, среднегодовое количество осадков — 850—900 мм. Длительность вегетационного периода — 120—140 дней, при наличии снежного покрова — 140—150 дней в году.